# الساعات المقاومة للمغناطيسية
الساعات المقاومة للمغناطيسية (غير المغناطيسية) هي تلك التي يمكن أن تعمل بأقل قدر من الانحراف عند تعرضها لمستوى معين من المجال المغناطيسي. وأصدرت المنظمة الدولية للمعايير معيارًا للساعات المقاومة للمغناطيسية والذي تبنته العديد من الدول.

## معيار ISO 764
يحدد المعيار الدولي ISO 764 للساعات مقاومتها للمجالات المغناطيسية. ووفقا لمعيار ISO 764 أو 8309 وهو ما يعادله في DIN (المعهد الألماني للتوحيد القياسي) يجب أن تقاوم الساعات التعرض لتيار مستمر من المجال المغناطيسي يبلغ 4800 أمبير / متر. ويجب أن تحافظ الساعة على دقتها عند ± 30 ثانية في اليوم كما تم قياسها قبل إختبارها حتى يتم الاعتراف بها على أنها ساعة مقاومة للمغناطيسية. ويتعامل المرفق أ من معيار ISO 764 مع الساعات المصنفة على أنها مقاومة للمغناطيسية مع مؤشر إضافي لشدة مجال مغناطيسي يتجاوز 4800 أ / م.[بحاجة لمصدر]
وهناك طريقتان لصنع ساعة مقاومة للمغناطيسية:
- تتمثل الطريقة الأولى في جعل الأجزاء المتحركة من السبائك مختارة من مواد غير حساسة للمجالات المغناطيسية. ومن ذلك سبائك انڤر ( الحديد - النيكل - الكربون - سبائك الكروم )، و الجلوسيدور ( البريليوم - سبائك البرونز )، و النيفاروكس (سبائك الحديد والنيكل والكروم والتيتانيوم والبريليوم) و الينفار (سبيكة مماثلة لـ انڤر على الرغم من أنها أقل مقاومة للمغناطيسية وأكثر مقاومة للتأثير الحراري). ويفضل صانعو الساعات المختلفون هذه السبائك نظرًا لاختلاف خصائصها. ففي الستينيات من القرن الماضي كانت جميع الساعات السويسرية تقريبًا مزودة بميزان جلوسيدور ونابض نيفاروكس. وكما تم صنع المثبتات والبندول وآليات الساعة الأخرى من معادن أو سبائك غير مغناطيسية.
- والطريقة الأخرى لجعل الساعة مقاومة للمغناطيسية وهي وضع حركة الساعة بالكامل في علبة مصنوعة من مادة عالية النفاذية (موصلة مغناطيسيًا). وتكون الحركة مغطاة بمشبك إضافي من الحديد اللين لمنع تشكل المجالات المغناطيسية داخ[ بحاجة لمصدر ]ل الساعة نفسها.

## تاريخها
أُجريت أولى التجارب المسجلة في صناعة الساعات المقاومة للمغناطيسية في عام 1846، وكان صانعوا الساعات من فاشرون كونستانتين من أوائل من قام بتجربة المميزات المضادة للمغناطيسية للساعة. ونجحوا في تجميع أول ساعة مقاومة للمغناطيسية بعد عدة عقود فحسب، وكانت تلك الساعة قادرة على تحمل المجالات المغناطيسية لأن بعض أجزائها كانت مصنوعة من معادن غير مغناطيسية: كعجلة التوازن المصنوعة من البلاديوم والنابض الشعري وعمود الرافعة.
وفي عام 1896 اكتشف تشارلز إدوارد غيوم سبائك النيكل المستندة علو سبائك انڤر. وبعد ذلك في عام 1920عندما حصل على جائزة نوبل في الفيزياء طور سبيكة أخرى وهي الينفار وساعدت هذه السبائك في تصنيع الساعات المقاومة للمغناطيسية. وتعتبر سبائك انڤر و الينڤار قادرتان على مقاومة المجالات المغناطيسية، مما يسمح للساعة بالاستمرار في الحفاظ على دقة الوقت.
وتم صنع أول ساعة جيب مضادة للمغناطيسية بواسطة فاشرون كونستانتين في عام 1915.
و أنتجت تيسو أول ساعة يد غير مغناطيسية على الإطلاق في عام 1930.

## الاستعمالات
منذ ظهورها يفضل الأشخاص الذين يتعاملون مع المجالات المغناطيسية العالية الساعات المقاومة للمغناطيسية. وهي منتشرة على نطاق واسع بين المهندسين الإلكترونيين وبين أصحاب المهن الأخرى التي تكون فيها تأثيرات المجالات مغناطيسية قوية.
ووفقا لمعيار ISO 6425 فحتى ساعات الغواصين يجب أن تكون مقاومة للمغناطيسية فضلاً عن كونها مقاومة للماء ومضيئة بدرجة كافية ومقاومة للصدمات ولها أحزمة صلبة.

## المساهمين
بعد اكتشاف السبائك التي تصنع منها الساعات المقاومة للمغناطيسية تستخدم العديد من العلامات التجارية المصنعة للساعات هذه المواد في الإنتاج من أجل تحسين أداء ساعاتها.

### شركة IWC
في عام 1989 صنعت العملاقة IWC لأول مرة ساعات Ingenieur Reference 3508 ،  والتي كانت قادرة على تحمل الحقول المغناطيسية الضخمة حتى 500000 أمبير / متر.

### أوميجا
تم الإعلان عن Omega Anti-Magnetic Seamaster في 17 يناير 2013 (على سبيل المثال سيماستر أكوا تيرا > 15000 جاوس) ووفقًا للبيان الصحفي لا تعتمد حركة أوميجا على حاوية واقية داخل علبة الساعة ولكن على استخدام مواد مختارة غير حديدية في الحركة نفسها. وتم تعريض نموذج أوميجا الأولي لـ 1.5 تسلا (15000 جاوس) واستمر في العمل. وأظهر الاختبار أن الساعة كانت دقيقة حتى بعد تعرضها للمجال المغناطيسي.

### رولكس
صنعت سلسلة رولكس ميلجوس من الكرونومتر المعتمد من مضادات المغناطيسية لأول مرة في عام 1954 مع الموديل 6541 لأولئك الذين يعملون في المجالات النووية والطيارين والمجالات الطبية المرتبطة بالمجالات المغناطيسية القوية. وتتميز الساعة المعلن عنها بمقاومة كثافة التدفق المغناطيسي بمقدار 1000 جاوس ضمن المجالات المغناطيسية التي تبلغ 80000 أمبير/متر. وفي عام 2007 بعد توقف الإنتاج لما يقارب عقدين من الزمان، وتم تقديم نسخة جديدة من ميلجوس حملت رقم الطراز 116400.

### متطلبات شهادة (METAS N001)
طور المعهد الفدرالي السويسري للقياس (METAS) متطلبات شهادة METAS N001 الخاصة بالحركات والساعات الميكانيكية المقاومة للمجالات المغناطيسية 1.5 تسلا (15000جاوس). إذ تتطلب هذه الشهادة سلسلة من الاختبارات وكان من بينها أن تتعرض الساعة لمجال مغناطيسي قوي دون أن يؤدي ذلك إلى توقف الحركة أو انحراف المعدل اليومي من 0 إلى 5 ثوانٍ.

## انضر أيضاُ
- ساعة يد

## روابط خارجية
- Vacheron Constantin and Nonmagnetic Watches